# Příseka (zámek)
Zámek Příseka – je nevelká třípatrová stavba stojící na jižním konci vsi Příseka, která je částí města Brtnice. Jde o stavbu, jejíž jádro tvoří pozdě renesanční tvrz s věží. Od roku 2015 je v zámku umístěno Muzeum autíček, obsahující téměř kompletní sbírku autíček a modelů vyrobených na území Československa ve 20. století, značná část expozice je též věnována produkci zahraničních výrobců. U zámku též funguje stylová kavárna.

## Historie

### Tvrz
Tvrz na místě dnešního zámku vystavěl Volf Beránek z Petrovice, Beránkové na Příseku přenesli své sídlo ze dnes zaniklé tvrze v blízkých Petrovicích. V roce 1579 přešla obec do majetku Hynka Brtnického z Valdštejna, ves s tvrzí se tak stala součástí brtnického panství. Po jeho smrti přešlo vlastnictví na jeho vdovu Kateřinu Zajímačku z Kunštátu, v roce 1600 pak na Jiřího Volfa Křineckého z Ronova, jenž byl pohřben v příseckém kostele sv. Barbory. Roku 1619 se majitelem stal Hynek Křinecký, později pak jeho bratr Jiří Jindřich, kterému byl však statek za účast ve stavovském odboji, po jeho útěku za hranice, zkonfiskován.

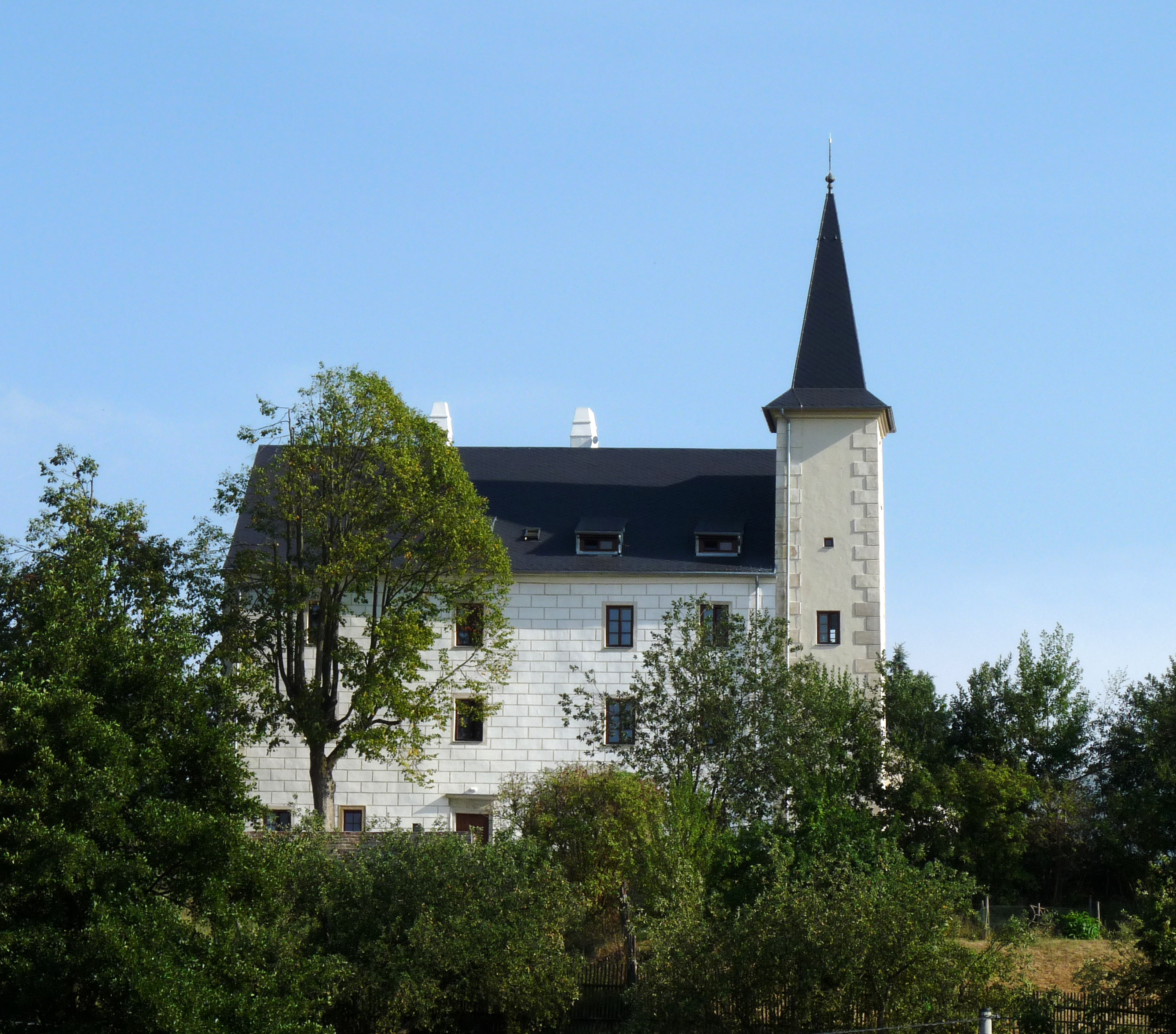
Zámek Příseka od jihu

### Zámek
V roce 1627 tak Příseka znovu připadla Brtnici a jejím držitel se stal rod Collaltů. Tvrz v té době byla již využívána málo značné škody utrpěla v roce 1645 za švédské okupace Jihlavy, počátkem 17. století v ní byla ubytována vojska. Na počátku 18. století byla tvrz přebudována na menší barokní zámek, zachována zůstala renesanční věž a portál tvrze. Od roku 1798 byl využíván jako škola.
Collaltové zůstali majiteli až do roku 1921, kdy se celý hospodářský dvůr i se zámkem nacházel v záboru Státního pozemkového úřadu. Při provádění pozemkové reformy na brtnickém velkostatku byl hospodářský dvůr Příseka o rozloze 126 ha z více než poloviny rozparcelován (celkem 60 ha), z 57 ha vytvořen zbytkový statek a 9 ha bylo ponecháno dosavadnímu vlastníku knížeti Manfredovi Collalto. V roce 1925 byl zbytkový statek se zámkem nabídnut v přídělovém řízení k odprodeji. Ten v roce 1926 odkoupil B. Bém a Václav Bém. V 50. letech 20. století zámek zabralo nově založené JZD, které v něm zřídilo byty zaměstnanců. V roce 1955 byla při vichřici stržena původní jehlancová střecha věže a zámecké budovy chátraly. Nakonec byl zámek v majetku MNV a sloužil kulturním účelům.
V březnu roku 2014 začala rozsáhlá rekonstrukce, při níž byla střeše zámku vrácena původní podoba, kompletně rekonstruovaný byl interiér budovy a opraveny byly fasády. V opraveném zámku od roku 2015 sídlí muzeum modelů aut od české modelářské firmy Abrex. Muzeum je veřejnosti přístupné od října 2015 a je v něm zhruba 10 000 modelů, z nichž některé jsou unikátní.

## Popis
Zámek je třípatrová jednokřídlá budova, na jejíž severozápadní straně leží věž. Na východní straně areálu mimo hlavní budovy zámku stojí stodola, v níž je umístěna kavárna. Vzhledem k umístění na jižním svahu obce je zámek pohledovou dominantou okolí. Fasády a obnovené střechy jsou podle dochovaných kreseb rekonstruovány do stavu v roce 1750. Budova zámku má renesanční sgrafitovou fasádu, a renesanční vstupní portál dochovaný z původní tvrze.